# Eugenio Barba
Eugenio Barba (Brindisi, 29 de outubro de 1936) é um autor italiano, pesquisador e diretor de teatro. Fundador e diretor do Odin Teatret, criador do conceito da Antropologia Teatral, fundador e diretor do Theatrum Mundi Ensemble, e criador da ISTA (International School of Theatre Anthropology).

## Biografia
Nascido em Brindisi, Barba cresceu em Gallipoli, terra de origem de sua família. Após a morte de seu pai, um oficial militar que foi ferido durante a II Guerra Mundial, as condições financeiras de sua casa pioram muito, o que leva sua mãe a matricular seus dois filhos na Escola Militar Nunziatella de Nápoles, de modo que o soldo que ambos recebiam complementavam a renda familiar.
Devido a seu comportamento quieto e ensismemado, e avesso a seguir ordens, Eugenio Barba era tido como um aluno rebelde. Foi sentenciado tantas vezes a solitária, que chegou a bater o recorde de horas a que os alunos já haviam sido submetidos a tal punição. Em seus livros, irá dizer que aprendeu a importância da disciplina nessa época, como também aprendeu a imaginar e criar histórias nas longas horas que passou preso. Ambas as aprendizagens foram cruciais para que ele viesse a se tornar a figura central no teatro mundial, que é hoje.

Forma-se em 1954, já sabendo, no entanto, que não seguiria a carreira militar. Na dúvida sobre o futuro, decide viajar pelo mundo, e neste mesmo ano, segue para a Noruega, onde trabalha como soldador e marinheiro.
Em 1961, encantado com o que via e ouvia sobre a Polônia e o povo polonês, viaja para Varsóvia, e ingressa na Escola Estatal de Teatro, para estudar direção. Neste mesmo ano, conhece Jerzy Grotowski, a quem passa a considerar como mestre, e com quem irá trabalhar nos três anos seguintes.
A partir de então Barba começa a difundir o nome e obra de Grotowski pelo ocidente, viajando por vários países e escrevendo para muitas pessoas, inclusive sob pseudônimos, no intuito de despertar o interesse sobre o diretor polonês, e também para demonstrar ao governo polonês que o trabalho desenvolvido por ele no Teatr Rzedow 13 (Teatro das 13 Fileiras) na cidade de Opole, estava sendo reconhecido e apreciado por pessoas importantes do ocidente, a fim de, com isso, proteger Grotowski e seu trabalho, que não eram bem aceito pelas autoridades.[carece de fontes?]
Em 1963, ele vai até a Índia e conhece o Kathakali, o tradicional teatro indiano, que irá influenciar seu pensamento e sua maneira de fazer teatro, ao tentar retornar a Polonia, é impedido, pois é considerado persona non grata pelo governo. Retorna a Oslo na Noruega, e decidido a montar seu próprio grupo de teatro, entra em contato com alguns jovens que foram reprovados pela Escola de Teatro de Oslo, e com eles funda o Odin Teatret em 10 de outubro de 1964.

## Espetáculos
Eugenio Barba dirigiu 65 espetáculos com o Odin Teatret e o grupo Theatrum Mundi Ensemble. Alguns espetáculos necessitaram mais de dois anos de preparação. Alguns dos espetáculos foram Ferai (1969), Min Fars Hus (A Casa de Meu Pai) (1972), Le Ceneri di Brecht (As Cinzas de Brecht) (1980), Il Gospel Secondo Oxyrhincus  (O Evangelho segundo Oxyrhincus) (1985), Talabot (1988), Itsi Bitsi (1991), Kaosmos (1993) e Mythos (1998). Algumas produções mais recentes são Sale (Sal) (2002), Grandi Città sotto la Luna (Grandes cidades sob a lua) (2003), Il Sogno di Andersen (O Sonho de Andersen)(2005), Ur-Hamlet (2006) e Don Giovanni all'Inferno (Don Giovanni no Inferno) (2006), em colaboração com o Grupo Midtvest. Em outubro de 2006, na comemoração do septuagésimo aniversário de Barba o Odin Teatret organizou vários espetáculos e encontros em Puglia, Foggia e Lecce, cidade natal de Barba.

Em 1974 Eugenio Barba e o Odin Teatret se propõem a responder a seguinte pergunta, colocada por Barba: "O que é um ator quando não se tem um espetáculo?". Inicia a prática do teatro como "baratto culturale", uma troca através de uma montagem com a comunidade, um lugar não físico de diálogo e troca com a realidade diversa. 
Em 2006 o Odin Teatret modifica mais uma vez sua própria colocação e, depois de anos em um teatro laboratório que acontece numa sala estúdio, da posterior proposta do "baratto culturale" em Carpignano Salentino (Lecce), o grupo viaja ao mundo com o espetáculos, laboratórios e espetáculos demonstração.

## Publicações/ Livros
- Teatro: Solidão, Ofício, Revolta. Brasília, Ed. Dulcina, 2010.
- Queimar a Casa: origens de um diretor. SP: Perspectiva, 2010.
- Terra de cinzas e diamantes: minha aprendizagem na Polônia. SP: Perspectiva, 2006.
- Além das Ilhas Flutuantes. SP: Hucitec,1991.
- A Arte Secreta do Ator. SP:Hucitec,1995 edição com Nicola Savarese.
- A Canoa de Papel. SP: Hucitec,1994. Reeditado pela Ed. Dulcina, Brasília, em 2009.